# موتور عشایری شماره ۱
موتور عشایری شماره ۱ یک منطقهٔ مسکونی در ایران است که در دهستان وکیل‌آباد واقع شده‌است. موتور عشایری شماره ۱ ۴۸ نفر جمعیت دارد.